# Свято-Троїцька церква (Вельбівка)
Свято-Троїцька церква — чинна дерев'яна церква у селі Вельбівка Гадяцького району Полтавської області.

## Історичні відомості
У 1865—1866 роках тривало будівництво нового храму, який мав замінити стару стодвадцятип'ятилітню церкву. Храм мав типовий вигляд того часу.
Час будівництва першої дерев'яної церкви в ім'я Святої Живоначальної Трійці невідомий. Найдавніша згадка про неї відноситься до 1740 року, коли на місці старого храму збудували нову, тридільну, трибанну церкву. Вона мала квадратну в плані центральну дільницю з двозаломною покрівлею. Покрівлі східної вівтарної та західної дільниць — однозаломні. Покрівля та бані церкви були пофарбовані білою олійною фарбою. В 1864 році старий, перенесений із попередньої церкви іконостас замінили новим.
На 1902 рік володіє островом на р. Псільчик, має церковний будинок, діють жіноча церковно-приходська та земська школи, безкоштовна бібліотека-читальня.
У 1906 році церква передала Служебник київського друку 1629 року (не зберігся) до збірки колекції Полтавського єпархіального давньосховища.
Релігійна громада відновила діяльність в роки тимчасової німецької окупації села в храмовому приміщенні.
Під час масового руйнування церков була зерносховищем.

## Опис
До центральної, квадратної в плані дільниці зі сходу, півдня, півночі та заходу було прибудовано дещо менші за розміром прямокутні притвори. Функції вівтаря виконував східний притвор. Три інших були прикрашені чотириколонними портиками з трикутними фронтонами. Над середохрестям за допомогою парусів був встановлений восьмигранний світловий барабан, площини якого прикрашали аркові вікна, а покрівля мала наметову форму, що завершувалася декоративним восьмигранним ліхтариком, увінчаним маківкою з хрестом. У 1869 р. до західного притвору була прибудована дерев'яна, двоярусна, квадратна у плані дзвіниця, перший ярус якої слугував основним входом до церкви.

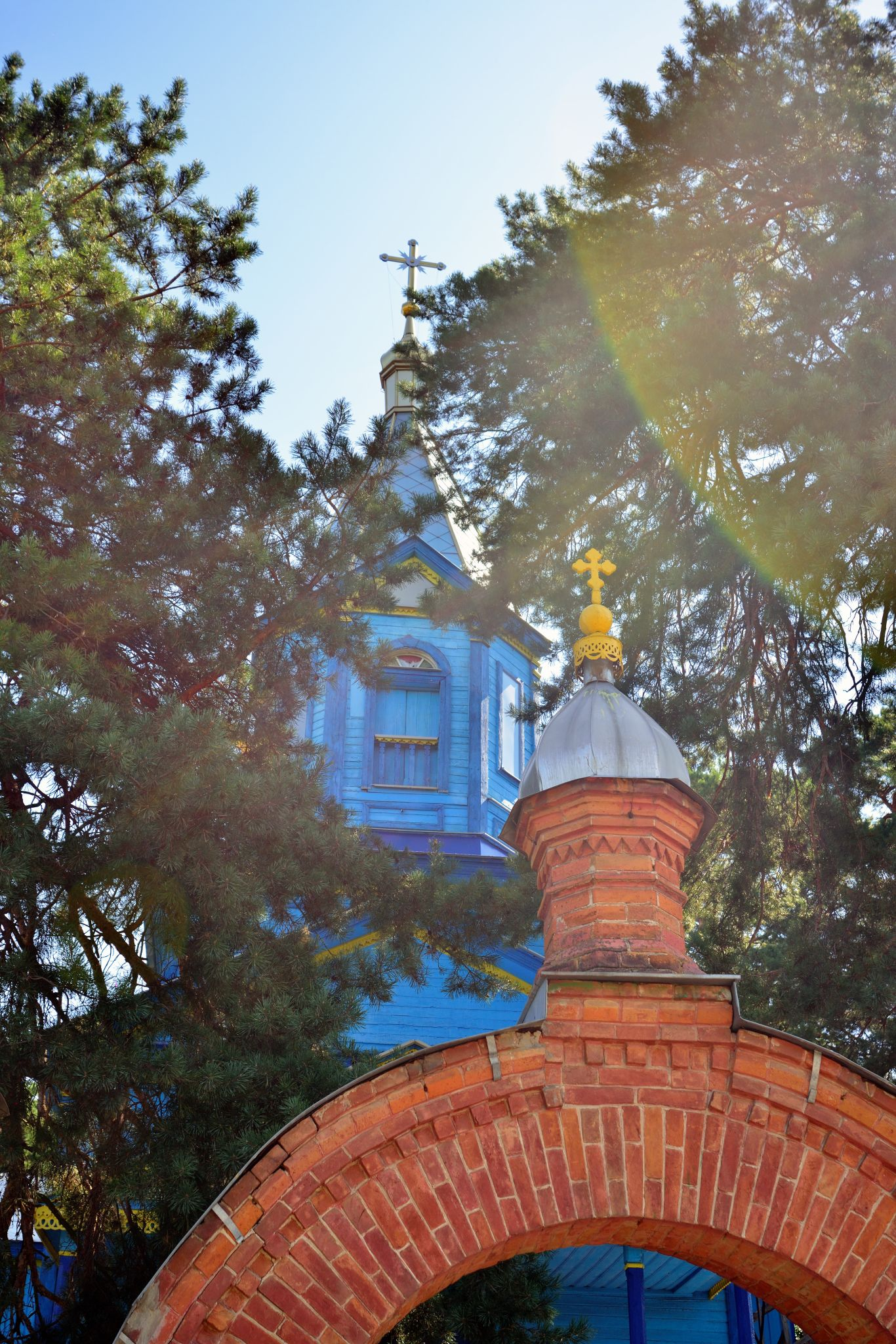
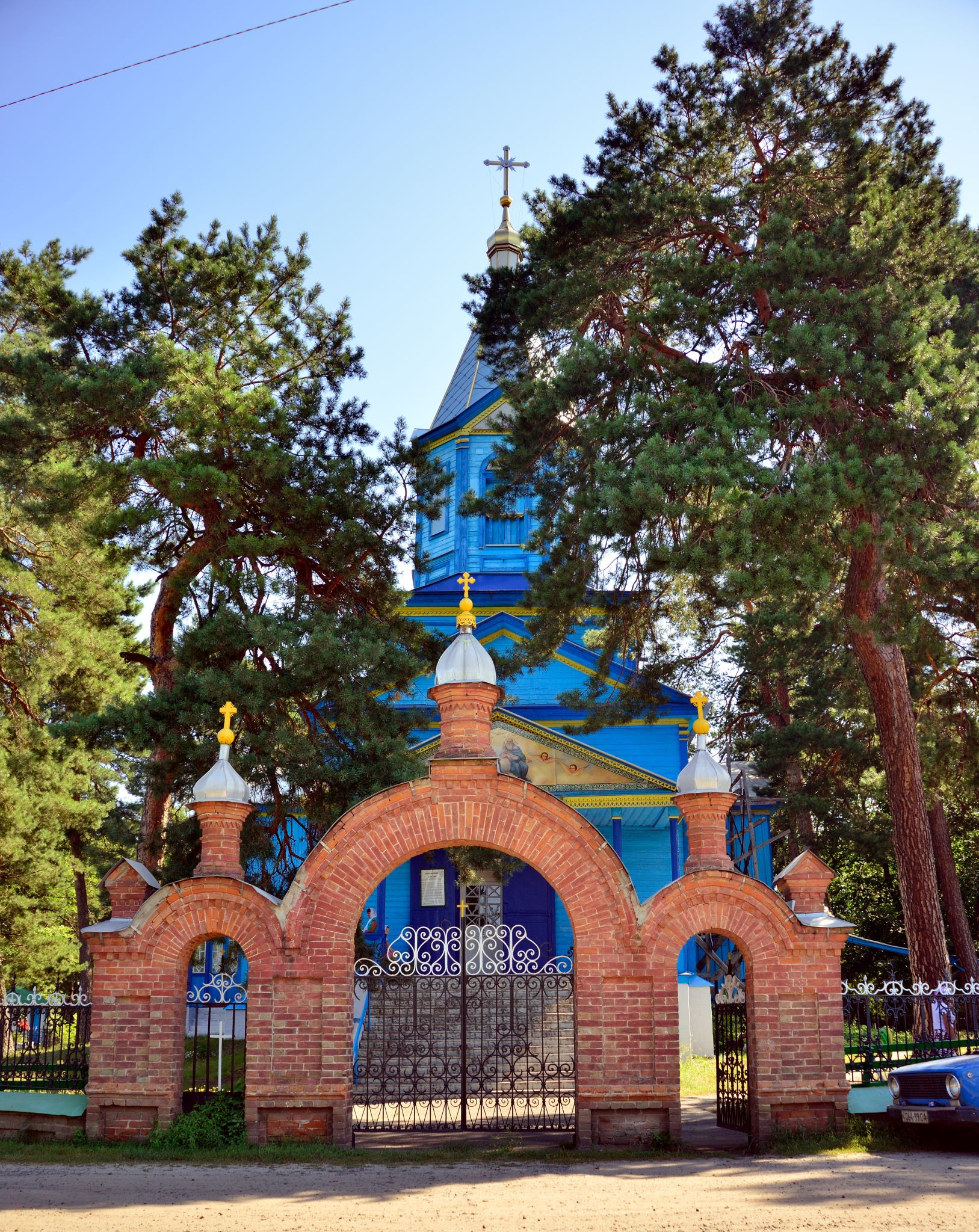
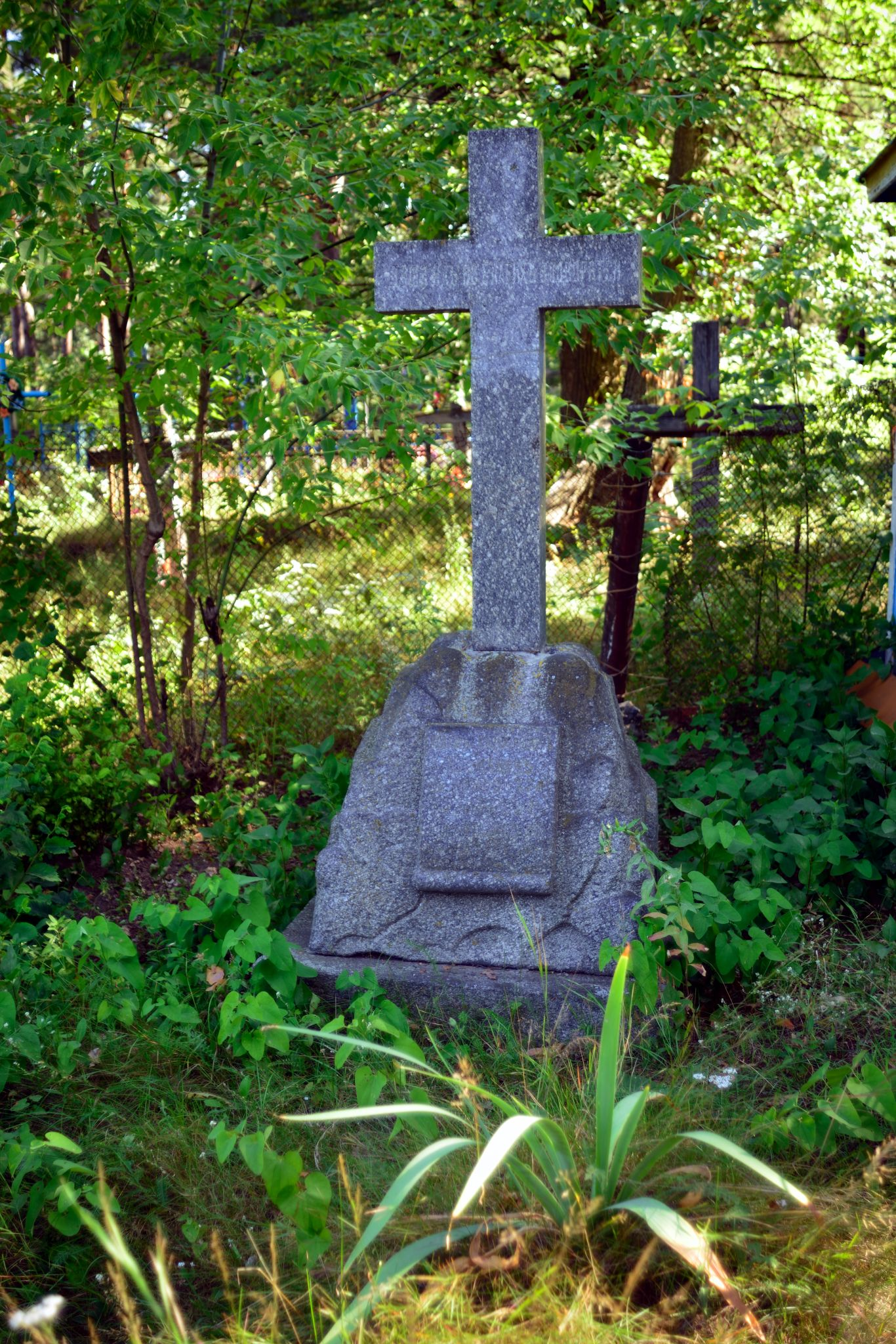
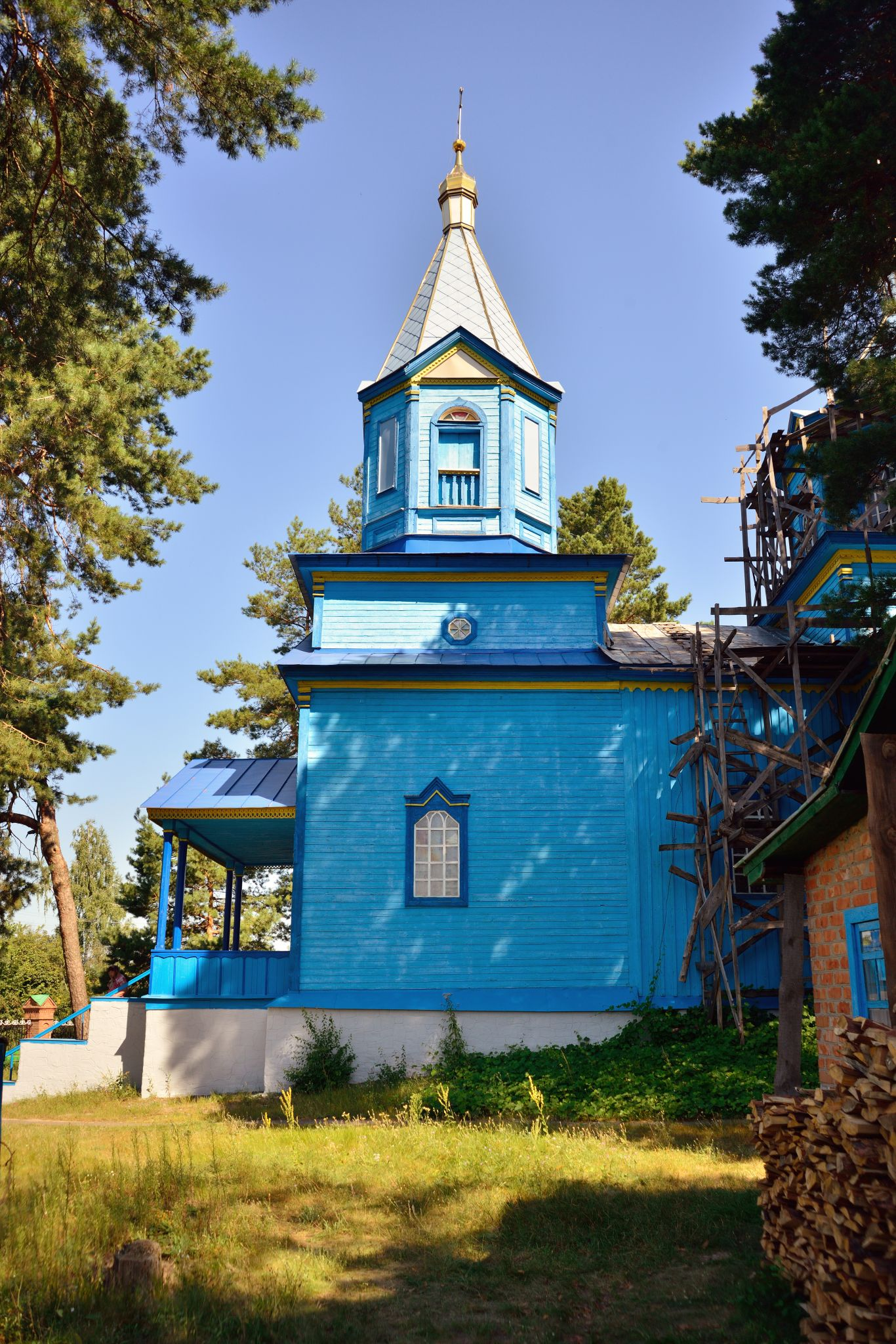
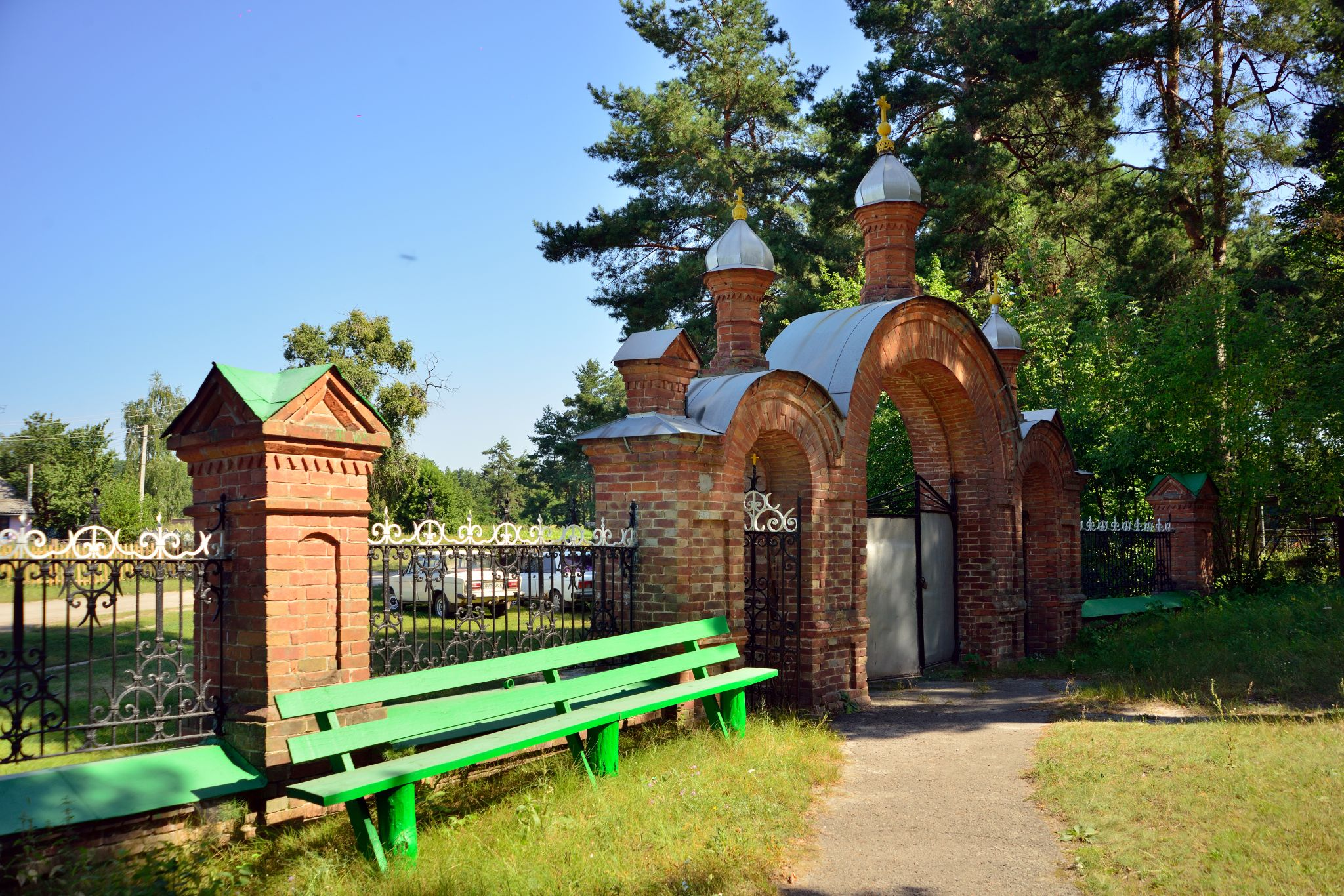
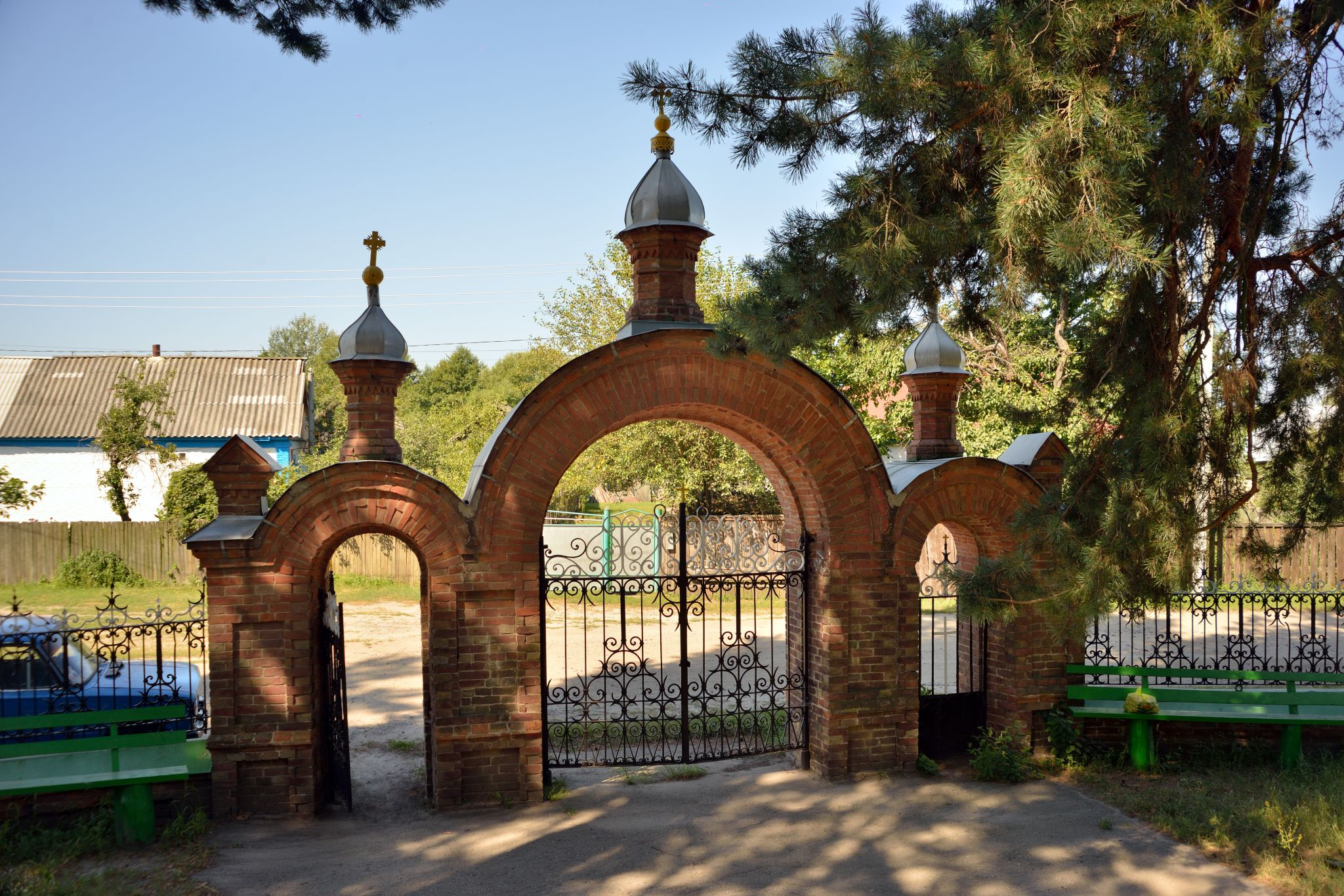

## Сучасність
У 1992 році релігійна громада зареєстрована як громада УПЦ.